# 2021–2022-es magyar női labdarúgó-bajnokság (első osztály)
A 2021–2022-es magyar nemzeti női labdarúgó-bajnokság első osztálya (hivatalos nevén: Simple Női Liga) nyolc csapat részvételével 2021. augusztus 13-án indult. A Ferencváros együttese megvédte előző évi bajnoki címét, a kieső helyeken végzett csapatok pedig osztályozó mérkőzéseken biztosították részvételüket következő szezonra. 

## A bajnokság csapatai
A bajnokság létszámát négy fővárosi és négy vidéki egyesület alkotja.

### Csapatváltozások
| Feljutott az első osztályba    | Kiesett a másodosztályba    |
| ------------------------------ | --------------------------- |
| Soroksár SC Puskás Akadémia FC | Kész-St. Mihály FC Kelen SC |

### Csapatok adatai
| Klub               | Település                 | Stadion                    | Férőhely | Vezetőedző     | 2020–21-es helyezés |
| ------------------ | ------------------------- | -------------------------- | -------- | -------------- | ------------------- |
| Astra-Activtek HFC | Budapest XXI., Csepel     | Üllő Városi Sporttelep     | 400      | Csernik Kornél | 4.                  |
| Diósgyőri VTK      | Miskolc                   | DVTK Edzőközpont           | 1000     | Bém Gábor      | 3.                  |
| ETO FC Győr        | Győr                      | ETO Park                   | 16 000   | Menczeles Iván | 6.                  |
| Ferencváros        | Budapest IX., Ferencváros | Kocsis Sándor Sportközpont | 5000     | Vágó Fanny     | 1.                  |
| Haladás-Viktória   | Szombathely               | Király Sportlétesítmény    | 300      | Székely Tibor  | 5.                  |
| Soroksár SC        | Budapest XXIII., Soroksár | Szamosi Mihály Sporttelep  | 5000     | Dukon Béla     | 1. NBII             |
| MTK Budapest FC    | Budapest VIII.            | Sport utcai Stadion        | 2500     | Farkas Attila  | 2.                  |
| Puskás Akadémia FC | Felcsút                   | Pancho Aréna               | 3500     | Halászi Kinga  | O. NBII             |

### Vezetőedző váltások
| Csapat      | Távozó edző      | Ok                  | Dátum                | Poz. | Érkező edző      | Dátum                |
| ----------- | ---------------- | ------------------- | -------------------- | ---- | ---------------- | -------------------- |
| MTK         | Tóth Mihály      |                     | 2021. június 1.      | -    | Farkas Attila    | 2021. június 29.     |
| Astra       | Szász Ferenc     |                     | 2021. július 1.      | -    | ifj. Bene Ferenc | 2021. július 1.      |
| Ferencváros | Dörnyei Balázs   | közös megegyezés    | 2021. szeptember 10. | 4.   | Vágó Fanny       | 2021. szeptember 13. |
| Soroksár SC | Vágó Fanny       | Az FTC edzője lett  | 2021. szeptember 13. | 6.   | Szeitl Szilvia   | 2021. szeptember 13. |
| Soroksár SC | Szeitl Szilvia   | megbízott edző volt | 2021. december 23.   | 8.   | Dukon Béla       | 2021. december 23.   |
| Astra       | ifj. Bene Ferenc | közös megegyezés    | 2022. január 3.      | 7.   | Csernik Kornél   |                      |

## Tabella
| #  | Csapat             | M  | GY | D | V  | G+ – G– | GK  | P  | Megjegyzések  |
| -- | ------------------ | -- | -- | - | -- | ------- | --- | -- | ------------- |
| 1. | Ferencváros CV KGY | 21 | 18 | 1 | 2  | 82–16   | +66 | 55 | Bajnoki döntő |
| 2. | ETO FC Győr        | 21 | 12 | 5 | 4  | 56–21   | +35 | 41 | Bajnoki döntő |
| 3. | MTK Budapest       | 21 | 11 | 3 | 7  | 45–36   | +9  | 36 | 3. helyért    |
| 4. | Haladás-Viktória   | 21 | 8  | 6 | 7  | 30–31   | −1  | 30 | 3. helyért    |
| 5. | Diósgyőri VTK      | 21 | 6  | 5 | 10 | 35–52   | −17 | 23 |               |
| 6. | Puskás Akadémia Ú  | 21 | 5  | 8 | 8  | 28–41   | −13 | 23 |               |
| 7. | Astra-Activtek HFC | 21 | 3  | 6 | 12 | 21–52   | −31 | 15 | Osztályozó    |
| 8. | Soroksár SC Ú      | 21 | 1  | 5 | 15 | 16–64   | −48 | 8  | Osztályozó    |

Utolsó frissítés: 2022. május 22. 
Forrás: MLSZ adatbank 
A rangsorolás alapszabályai: 1. összpontszám, 2. egymás elleni eredmények összpontszáma, 3. gólkülönbség, 4. szerzett gólok száma.
(B): Bajnokcsapat, (K): Kieső csapat, (F): Feljutó csapat, (I): Kupainduló, (R): A rájátszás győztese, (KGY): Kupagyőztes

Megjegyzések
Bár a Simple Női Liga 1. fordulójában a pályán a Diósgyőri VTK bizonyult jobbnak a vendég Soroksárnál, azonban sajnos egy adminisztrációs hiba miatt a találkozó 82. percében a hazai csapatban Lovász Emma jogosulatlanul lépett pályára, az újonc csapat pedig megóvta a mérkőzést. Az óvásnak az MLSZ Versenybizottsága helyt adott, így 3-0-s gólkülönbséggel a Soroksár SC kapta a három pontot.
Az MLSZ 2022. január 25-én elfogadta a Simple Női Liga létszámemelési tervezetét és a következő idénytől 12 csapat vehet részt a legfelsőbb női ligában. Az NB II Keleti és Nyugati csoportjának első két helyezettje egyenes ágon juthat fel az élvonalba, míg a csoportok harmadik helyén végzett csapatai osztályozó mérkőzéseken harcolhatják ki tagságukat az NB I hetedik és nyolcadik helyezettjei ellen.

## Osztályozó
| 2022. május 28. 17:00 |

| Soroksár SC | 0–3         | Kelen SC |
| ----------- | ----------- | -------- |
|             | Jegyzőkönyv |          |

|  |

| 2022. június 4. 10:00 |

| Kelen SC | 3–0         | Soroksár SC |
| -------- | ----------- | ----------- |
|          | Jegyzőkönyv |             |

|  |

A két mérkőzésen a Soroksár egyaránt 2-0-ra győzött. A Kelen SC jogosulatlan játékos szerepeltetése miatt óvást nyújtott be, amit az MLSZ jogosnak ítélt.
A Kelen SC együttese feljutott az élvonalba
| 2022. május 29. 17:30 |

| Astra-Activtek HFC                                | 6–0               | DVSC-DEAC |
| ------------------------------------------------- | ----------------- | --------- |
| Szakonyi 18' 47' Kós 53' 74' Erdész 76' Árvay 85' | (1–0) Jegyzőkönyv |           |

| Üllő Városi Sporttelep Játékvezető: Fehérvári Patrik |

| 2022. június 4. 17:00 |

| DVSC-DEAC | 0–4               | Astra-Activtek HFC                   |
| --------- | ----------------- | ------------------------------------ |
|           | (0–2) Jegyzőkönyv | Erdész 8' Szakonyi 17' 61' Árvay 92' |

| DEAC Egyetemi Sportcentrum Játékvezető: Bálint Kata |

Az Astra-Activtek HFC együttese megőrizte élvonalbeli tagságát

## 3. helyért
| 2022. május 28. 17:00 |

| MTK Budapest | 1–0               | Haladás-Viktória |
| ------------ | ----------------- | ---------------- |
| Pinczi 86'   | (0–0) Jegyzőkönyv |                  |

| Sport utcai Stadion Játékvezető: Bálint Kata |

| 2022. június 1. 18:00 |

| Haladás-Viktória | 0–3               | MTK Budapest                          |
| ---------------- | ----------------- | ------------------------------------- |
|                  | (0–0) Jegyzőkönyv | Vajda 57' 47' Horti 60' Milunović 67' |

| Haladás Sportkomplexum Játékvezető: Sipos Katalin |

Az MTK Budapest együttese végzett a bajnokság 3. helyén

## Bajnoki döntő
| 2022. május 26. 18:00 |

| Ferencváros                       | 4–1               | ETO FC Győr |
| --------------------------------- | ----------------- | ----------- |
| Vida 10' Vágó 49' 59' Ivanuša 68' | (1–0) Jegyzőkönyv | Cameron 93' |

| Kocsis Sándor Sportközpont Játékvezető: Sipos Katalin |

| 2022. május 31. 19:00 |

| ETO FC Győr | 1–3               | Ferencváros               |
| ----------- | ----------------- | ------------------------- |
| Korszun 68' | (1–1) Jegyzőkönyv | Szabó 46' 91' Pusztai 67' |

| ETO Park Játékvezető: Molnár Réka |

| A 2021–2022-es Simple női Liga győztese |
| --------------------------------------- |
| Ferencvárosi TC 5. cím                  |

## Statisztikák

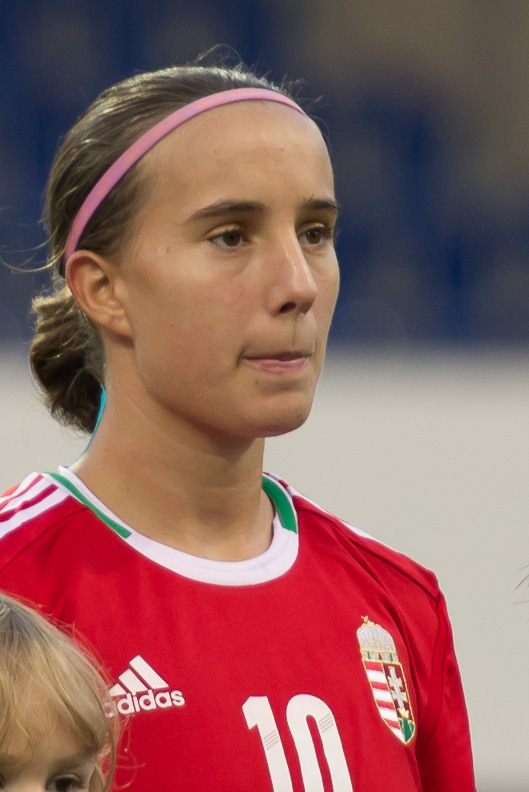
Vágó Fanny 17 találatával lett a legeredményesebb játékos

| Gól | Név                   | Csapat             |
| --- | --------------------- | ------------------ |
| 17  | Vágó Fanny            | Ferencváros        |
| 13  | Biljana Bradić        | Diósgyőri VTK      |
| 13  | Tiffany Cameron       | ETO FC Győr        |
| 13  | Lara Ivanuša          | Ferencváros        |
| 12  | Vachter Fanni         | MTK Budapest       |
| 9   | Csigi Eszter          | Ferencváros        |
| 9   | Pusztai Sára          | Ferencváros        |
| 8   | Csányi Diána          | Ferencváros        |
| 8   | Sipos Lilla           | MTK Budapest       |
| 7   | Mayer Zsófia          | Puskás Akadémia    |
| 7   | Vida Boglárka         | ETO FC Győr        |
| 6   | Hanna Barker          | Diósgyőri VTK      |
| 6   | Krascsenics Petra     | Puskás Akadémia    |
| 6   | Krisztin Sára         | Diósgyőri VTK      |
| 6   | Nagy Virág            | MTK Budapest       |
| 6   | Rácz Zsófia           | ETO FC Győr        |
| 6   | Ana Maria Vlădulescu  | Haladás-Viktória   |
| 5   | Olivera Milunović     | MTK Hungária FC    |
| 5   | Németh Loretta        | ETO FC Győr        |
| 5   | María Palamá          | Diósgyőri VTK      |
| 5   | Savanya Csilla        | ETO FC Győr        |
| 5   | Süle Dóra             | ETO FC Győr        |
| 5   | Szakonyi Emese        | Astra-ALEF HFC     |
| 4   | Fenyvesi Evelin       | Ferencváros        |
| 4   | Nagy Viktória         | Ferencváros        |
| 4   | Oláh Adrienn          | ETO FC Győr        |
| 4   | Marlo Sweatman        | Haladás-Viktória   |
| 3   | Árvay Hanna           | Astra-Activtek HFC |
| 3   | Timea Feketevíziová   | ETO FC Győr        |
| 3   | Brigitta Gődér        | Haladás-Viktória   |
| 3   | Kós Petra             | Astra-Activtek HFC |
| 3   | Lidija Kuliš          | Ferencváros        |
| 3   | Legendás Lora         | MTK Hungária FC    |
| 3   | Nagy Vanessza         | Haladás-Viktória   |
| 3   | Papp Luca             | Ferencváros        |
| 3   | Brianna Taylor        | MTK Budapest       |
| 2   | Antalicz Alexandra    | Soroksár           |
| 2   | Czellér Dorottya      | Ferencváros        |
| 2   | Demeter Réka          | Ferencváros        |
| 2   | Diószegi Fanni        | Puskás Akadémia    |
| 2   | Gelb Mónika           | Astra-Activtek HFC |
| 2   | Herczeg Andrea        | Haladás-Viktória   |
| 2   | Jelena Koprena        | Haladás-Viktória   |
| 2   | Kis Anita             | Soroksár           |
| 2   | Kovács Eszter         | Puskás Akadémia    |
| 2   | Kovács Laura          | ETO FC Győr        |
| 2   | Kovács Virág          | Haladás-Viktória   |
| 2   | Ebony Madrid          | MTK Hungária FC    |
| 2   | Miszlai Jázmin        | Soroksár           |
| 2   | Molnár Szilvia        | Soroksár           |
| 2   | Nagy Fanni            | ETO FC Győr        |
| 2   | Öreg Cintia           | ETO FC Győr        |
| 2   | Irina Podolszka       | MTK Budapest       |
| 2   | Rozmis Gabriella      | Astra-Activtek HFC |
| 2   | Marianna Shurina      | Puskás Akadémia    |
| 2   | Siklér Kinga          | Ferencváros        |
| 2   | Taty                  | Puskás Akadémia    |
| 2   | Török Lilla           | Soroksár           |
| 2   | Urbán Viktória        | Haladás-Viktória   |
| 2   | Véninger Tünde        | Astra-Activtek HFC |
| 2   | Hriszánti Voilá       | Diósgyőri VTK      |
| 2   | Inna Zlidnis          | Ferencváros        |
| 1   | Balázs Csilla         | Diósgyőri VTK      |
| 1   | Benke Annamária       | Soroksár           |
| 1   | Bokor Blanka          | MTK Hungária FC    |
| 1   | Angela Boyle          | MTK Hungária FC    |
| 1   | Bódai Viktória        | Haladás-Viktória   |
| 1   | Boros Kinga           | Diósgyőri VTK      |
| 1   | Gaál Rebeka           | ETO FC Győr        |
| 1   | Horváth Zsófia        | Soroksár           |
| 1   | Kiss-Lantos Hanna     | Haladás-Viktória   |
| 1   | Michelle Klostermann  | Astra-ALEF HFC     |
| 1   | Corina Luijks         | ETO FC Győr        |
| 1   | Haley Lukas           | Ferencváros        |
| 1   | Nagy Lili             | Puskás Akadémia    |
| 1   | Nagy Lilla            | ETO FC Győr        |
| 1   | Nagy Melinda          | Diósgyőri VTK      |
| 1   | Németh Adél           | Haladás-Viktória   |
| 1   | Németh Diána          | Ferencváros        |
| 1   | Patkós Viktória       | Soroksár           |
| 1   | Pinczi Anita          | MTK Budapest       |
| 1   | Sain Anna             | Diósgyőri VTK      |
| 1   | Sali Rebeka           | ETO FC Győr        |
| 1   | Bianca-Marilena Sandu | Diósgyőri VTK      |
| 1   | Sinka Napsugár        | Puskás Akadémia    |
| 1   | Szabó Viktória        | Ferencváros        |
| 1   | Szil Tünde            | Haladás-Viktória   |
| 1   | Szűcs Flóra           | Puskás Akadémia    |
| 1   | Tamók Rebeka          | Puskás Akadémia    |
| 1   | Oršoja Vajda          | MTK Budapest       |
| 1   | Váradi Ráhel          | Soroksár           |
| 1   | Vicsek Nóra           | Astra-Activtek HFC |
| 1   | Vidács Krisztina      | Astra-Activtek HFC |

| Öngól | Név              | Csapat           |
| ----- | ---------------- | ---------------- |
| 1     | Bíró Barbara     | Haladás-Viktória |
| 1     | Buzás Kata       | Soroksár         |
| 1     | Nagy Alexandra   | Soroksár         |
| 1     | Palakovics Laura | Puskás Akadémia  |
| 1     | Pinczi Anita     | MTK Budapest     |

| Mérk. | Név                | Csapat             |
| ----- | ------------------ | ------------------ |
| 6     | Bíró Barbara       | Haladás-Viktória   |
| 6     | Szőcs Réka         | ETO FC Győr        |
| 6     | Varga Luca         | MTK Hungária FC    |
| 5     | Katyerina Szamszon | ETO FC Győr        |
| 4     | Barti Luca         | Ferencváros        |
| 4     | Chandra Bednar     | Ferencváros        |
| 2     | Pongrácz Ágnes     | Puskás Akadémia    |
| 1     | Dobó-Nagy Boglárka | Puskás Akadémia    |
| 1     | Erős Evelin        | MTK Hungária FC    |
| 1     | Halla Petra        | Ferencváros        |
| 1     | Németh Virág       | Puskás Akadémia    |
| 1     | Török Noémi        | Astra-Activtek HFC |